# Dušan Zbavitel
Dušan Zbavitel (7. května 1925, Košice – 7. srpna 2012, Praha) byl český indolog a překladatel.

## Život
Indologii studoval u prof. Vincence Lesného na Karlově univerzitě v letech 1945–1948. Po obhájení kandidátské dizertace v oboru bengálské literatury (1954) nastoupil jako vědecký pracovník do Orientálního ústavu Akademie věd, kde působil až do svého vynuceného odchodu v roce 1971. Pak pracoval jako překladatel na volné noze a od roku 1978 jako učitel sanskrtu a bengálštiny na pražské Jazykové škole. I v pokročilém věku byl odborně činný, zejména jako překladatel. Překládal ze sanskrtu, pálijštiny, bengálštiny, angličtiny a němčiny.
Narodil se 7. května a zemřel 7. srpna – v obou případech na den stejně jako Rabíndranáth Thákur, jehož dílo do češtiny přeložil.
Jeho dcerou je tlumočnice a překladatelka Gita Zbavitelová.

## Dílo
Jeho odbornou specializací byla bengálská literatura a na tomto poli získal světový věhlas. Mezi jeho nejcitovanější knižní práce patří studie k lidovým baladám z východního Bengálska (Bengali Folk-Ballads from Mymensingh and the Problem of their Authenticity) a přehledné dějiny bengálské literatury (Bengali Literature), které vyšly v roce 1976 v prestižní řadě History of Indian Literature, editované Janem Gondou. Vedle těchto knižních monografií jsou světovou badatelskou obcí dodnes ceněny mnohé Zbavitelovy rozsáhlé časopisecké příspěvky (napsal jich více než 100), ať je to série článků věnovaných Rabíndranáthu Thákurovi, počátkům moderního bengálského dramatu či studie specifického žánru středověké a lidové bengálské literatury, báromásí. Autorův význam na mezinárodním akademickém poli dosvědčovala mimo jiné i skutečnost, že byl vybrán do redakčního týmu projektu Dictionary of Oriental Literature a byl hlavním editorem jeho druhého svazku věnovaného jihoasijským literaturám, který vyšel v roce 1974 v Londýně.
V domácím prostředí byl nejznámějším českým indologem. Jeho publikační činnost byla i přes nepřízeň totalitního období úctyhodná. Byl autorem či spoluautorem řady odborných i populárně-naučných prací a iniciátorem a editorem množství kolektivních děl, jež dodnes patří k tomu nejlepšímu, co česká indologie přinesla. Do českého kulturního prostředí se zapsal svými erudovanými překlady z indických jazyků čítajícími několik desítek knih a nespočet časopiseckých příspěvků.
Významná je též jeho pedagogická činnost, neboť vychoval několik generací českých indologů. Již v době svého působení v Orientálním ústavu přednášel bengálštinu na Filozofické fakultě Univerzity Karlovy (v letech 1950–1968). K této činnosti se pak mohl vrátit až po pádu komunistického režimu, takže po roce 1990 zde opět přednášel (dějiny sanskrtské i bengálské literatury, staroindickou poetiku, hinduismus) a vedl pokročilé četby sanskrtských i bengálských textů. S touto pedagogickou činností se pojí i autorství jazykových učebnic a dalších učebních textů.
Kromě indických jazyků překládal také z angličtiny a němčiny. Celkem napsal a přeložil přes 200 knih, např. Paul Williams a Anthony Tribe, Buddhistické myšlení; Michael Jordan, Buddha; Deepak Chopra, Buddha; Tom Lowenstein, Buddhova vize; Hans Küng a Heinrich von Stietencron, Křesťanství a hinduismus; Hans Küng a Heinrich Bechert, Křesťanství a buddhismus; Jeho Svatost dalajlama, O Tibetu a tibetském buddhismu, Jak šířit Lásku, Cesty k nirváně, Cesta k plnohodnotnému životu; John Powers, Úvod do tibetského buddhismu; Michael Keene, Světová náboženství; Sogjal-rinpočhe, Tibetská kniha o životě a smrti; J. R. Porter, Život Ježíše Krista; nebo Ja'akov Newman a Gavri'el Sivan, Judaismus od A do Z.

## Ocenění
Za svou badatelskou a překladatelskou činnost byl mnohokrát odměněn řadou domácích i indických ocenění. Za své dějiny bengálské literatury Bengali Literature obdržel v roce 1977 od vlády Západního Bengálska cenu Tagore Memorial Award, za svůj přínos na poli folkloristického bádání titul Lókaratna (1981) a za své thákurovské studie titul Rabíndratattváčárja (1987). Konečně v roce 2006 obdržel za své celoživotní dílo nejvyšší státní indické vyznamenání Padma bhúšan. Z domácích ocenění obdržel mj. Státní cenu za překladatelské dílo udělenou v roce 2004.
U příležitosti 75. narozenin mu světoví i domácí bengalisté připravili speciální číslo časopisu Archiv Orientální.

## Výběrová knižní bibliografie

### Monografie
- Oriental Studies in Czechoslovakia. Prague: Orbis, 1959. Přeloženo též do němčiny, francouzštiny a ruštiny.
- Rabíndranáth Thákur: Vývoj básníka. Praha: Orbis, l961.
- Bengali Folk-Ballads from Mymensigh and the Problem of their Authenticity. Calcutta: University of Calcutta, 1963.
- Non-Finite Verbal Forms in Bengali. Prague: Academia, 1970.
- Bangladéš: Stát, který se musel zrodit. Prague: ČTK, Pressfoto, 1973.
- Bengali Literature. Wiesbaden: Harrassowitz, 1976.
- Jedno horké indické léto. Praha: Panorama, 1982. Překlad do ruštiny: Odno žarkoje indijskoje leto. Moskva: Nauka, 1986.
- Starověká Indie. Praha: Panorama, 1985.
- Hinduismus a jeho cesty k dokonalosti. Praha: DharmaGaia, 1993. ISBN 80-901225-5-8.
- Otazníky starověké Indie. Praha: Nakladatelství Lidové noviny, 1997. ISBN 80-7106-241-3.
- Bengálská literatura: Od tantrických písní k Rabíndranáthu Thákurovi. Praha: ExOriente, 2008. ISBN 978-80-904246-0-9.

### Kolektivní díla
- Pohádka o písni a jiné indické povídky. Praha: SNKL, 1953.
- DZ, Erich Herold a Kamil Zvelebil. Indie zblízka. Praha: Orbis, 1960.
- DZ a Jan Marek. Dvakrát Pákistán. Praha: Orbis, 1964. Překlad do němčiny: Zweimal Pakistan. Leipzig: Brockhaus, 1966. Překlad do ruštiny: Dva Pakistana. Moscow: Nauka, 1966.
- Bozi, bráhmani, lidé: Čtyři tisíciletí hinduismu. Praha: Nakladatelství Československé akademie věd, 1964. Překlad do ruštiny: Bogi, brachmany, ljudi. Moscow: Nauka, 1969.
- Slovník spisovatelů Asie a Afriky. Praha: Odeon, 1967.
- Moudrost a umění starých Indů. Praha: Odeon, 1971.
- Dictionary of Oriental Literatures. Vol. 2: South and South-East Asia. London: Allen and Unwin, 1973.
- Setkání a proměny. Praha: Odeon, 1976. Překlad do polštiny: Spotkania i przemiany. Warsaw: Panstwo wydav., 1983
- Bohové s lotosovýma očima: Hinduistické mýty v indické literatuře tří tisíciletí. Praha: Vyšehrad, 1986. 2. vyd. 1997. ISBN 80-7021-215-2.
- DZ a Dana Kalvodová. Pod praporem krále nebes: Divadlo v Indii. Praha: Odeon, 1987.
- DZ a Jaroslav Vacek. Průvodce dějinami staroindické literatury. Třebíč: Arca JiMfa, 1996. ISBN 80-85766-34-5.
- DZ, Miloslav Krása, Dagmar Marková. Indie a Indové: Od dávnověku k dnešku. Praha: Vyšehrad, 1997. ISBN 80-7021-216-0.
- Základní texty východních náboženství. Sv. 1: Hinduismus. Praha: Argo, 2007. ISBN 978-80-7203-846-6.
- Základní texty východních náboženství. Sv. 2: Raný indický buddhismus. Praha: Argo, 2008. ISBN 978-80-7203-916-6.

### Učebnice
- Učebnice bengálštiny. Praha: Nakladatelství Československé akademie věd, 1953.
- Lehrbuch des Bengalischen. Heidelberg: J. Groos, 1970. 2. vyd. 1989, 3. vyd. 1996. ISBN 978-3-87276-142-2.
- Bengálština. Praha: SPN, 1971.
- Sanskrt. Brno: UJEP, 1987.
- DZ a Jaroslav Strnad. Učebnice sanskrtu. Praha: Karolinum, 2006. ISBN 80-246-1200-3. (Revidovaná a rozšířená verze učebnice z roku 1987.), 2. vyd. 2012.

### Překlady z bengálštiny
- Odpor: Výbor z povídek mladých bengálských autorů. Praha: Československý spisovatel, 1951.
- Bhattáčárja, Sukánta. Písně hladu a revoluce. Praha: Mladá fronta, 1953.
- Thákur, Rabíndranáth. Pouť za člověkem. Praha: SNKLHU, l954.
- Bandjopádhjáj, Mánik. Plavec na řece Padmě. Praha: Československý spisovatel, 1954.
- Bengálské milostné balady. Praha: SNKLHU, 1956. Překlad do němčiny: Bengalische Balladen. Leipzig: Insel-Verlag,1977.
- Thákur, Rabíndranáth. Básně a veršovaná dramata. Praha: Státní nakladatelství krásné literatury, hudby a umění, 1958. (Spisy Rabíndranatha Thákura, sv. 1.)
- Thákur, Rabíndranáth. Gora. Dvě sestry. Praha: SNKLHU, 1959 (Spisy Rabíndranatha Thákura, sv. 2.)
- Thákur, Rabíndranáth. Povídky, essaye a projevy. Praha: SNKLHU, 1960. (Spisy Rabíndranatha Thákura, sv. 3.)
- Thákur, Rabíndranáth. Poslední báseň. Praha: SNKLU, 1961. 2. vyd.: Praha: Vyšehrad, 2000. ISBN 80-7021-450-3.
- Ishák, Ábu. Začarovaný dům. Praha: SNKLU, 1962.
- Thákur, Rabíndranáth. Země karet. Praha: NČVU, 1962.
- Bandjopádhjáj, Mánik. Tanec loutek. Praha: SNKLU, 1964.
- Gangopádhjáj, Narájan. Vzdušné zámky. Praha: Odeon, 1967.
- Thákur, Rabíndranáth. Gítáňdžali. Praha: Supraphon, 1973.
- Valíulláh, Said. Strom bez kořenů. Praha: Odeon, 1974.
- Thákur, Rabíndranáth. Muž a žena. Praha: Odeon, 1976. 2. vyd.: Praha: Vyšehrad, 2000. ISBN 80-7021-382-5.
- Bandjopádhjáj, Bibhútibhúšan. Píseň o cestě. Praha: Mladá fronta, 1978. 2., opr. a rozš. vyd.: Praha: ExOriente, 2010. ISBN 978-80-904246-6-1.
- Basu, Samareš. Pouť za nektarem nesmrtelnosti. Praha: Odeon, 1982.
- Thákur, Rabíndranáth. Na břehu řeky Zapomnění. Praha: BB/art, 2005. ISBN 80-7341-694-8
- Šankar. Lidská džungle. Praha: ExOriente, 2011. ISBN 978-80-904246-7-8.

### Překlady ze sanskrtu a pálijštiny
- Sómadéva. Oceán příběhů. 2 sv. Praha: Odeon, 1981.
- Rámájana. Praha: Argo, 2000. ISBN 80-7203-264-X. 2., opr. vyd. 2015. ISBN 978-80-257-1410-2.
- Kautiljova Arthašástra, aneb, Učebnice věcí světských. Praha: Arista, 2001. ISBN 80-86410-02-1.
- Upanišady. Praha: DharmaGaia, 2004. ISBN 80-86685-34-9.
- O copatých mniších, šibalech a nevěrných manželkách: příběhy ze staré Indie. Praha: Knižní klub, 2007. ISBN 978-80-242-1718-5.
- Džátaky: Příběhy z minulých životů Buddhy. 2., rozš. vyd. Praha: DharmaGaia, 2007. ISBN 978-80-86685-75-5.
- Mánavadharmašástra, aneb, Manuovo ponaučení o dharmě. Praha: ExOriente, 2009. ISBN 978-80-904246-5-4.
- Buddhistické myšlení: Úplné uvedení do indické tradice. Praha: ExOriente, 2011. ISBN 978-80-904246-8-5.